# Lac Niancocha
Le lac Niancocha est un lac au Pérou, dans la région d'Ancash, province de Bolognesi, district de Huallanca. Niancocha est au nord-est de la chaîne de montagnes Huayhuash, au sud du lac Condorcocha et au nord-ouest de la montagne Chonta. 